# Angel Haze
Raykeea Raeen-Roes Wilson (Detroit, 10 de julho de 1991), conhecida artisticamente como Angel Haze, é uma rapper e cantora estadunidense. Em 2012, Wilson lançou o EP Reservation e mais tarde assinou um contrato com a Universal Republic Records, antes de se mudar para a Republic Records. Em 31 de dezembro de 2013, Wilson lançou seu álbum de estreia Dirty Gold , que apresentava os singles "Echelon (It's My Way)" e "Battle Cry". Wilson lançou uma série de mixtapes, incluindo Reservation, que foi classificada como a sexta melhor mixtape de 2012 por Mike Diver, da BBC. Em 2015, lançou o seu segundo álbum, Back to the Woods, de forma independente.

## Juventude
Wilson nasceu em Detroit, Michigan , em uma família de militares.[carece de fontes?] Seu pai, que morreu de um ferimento à bala antes de seu nascimento, era afro-americano e sua mãe é nativa americana Cherokee.[carece de fontes?] Quando Wilson era uma criança, sua mãe conheceu um pregador da Grande Fé Apostólica e se mudaram para sua casa com sua esposa e filhos, no que Wilson descreve como um culto. [carece de fontes?] Crescendo na igreja, Wilson testemunhou a violência doméstica e manipulação em uma idade muito jovem. Quando criança, ela foi abusada sexualmente por um homem próximo à família. Wilson também se lembra de ter ouvido que ela morreria espontaneamente se não se comportasse corretamente.[carece de fontes?] Em uma entrevista ao The Guardian, Wilson afirmou: "Todos nós vivíamos na mesma comunidade, com uma diferença de 10 minutos entre si. Você não tinha permissão para falar com ninguém fora disso, não se tinha permissão para usar joias, ouvir música, comer certas coisas, namorar pessoas ... não se tinha permissão para fazer quase nada.".[carece de fontes?]
A família de Wilson mudava-se com frequência, principalmente devido à fuga de sua mãe da igreja.  Em um ponto, a família estava morando em um abrigo e Wilson foi provocado na escola por isso.[carece de fontes?]  Ela também foi ridicularizada por suas roupas e teve dificuldades para fazer amigos e conexões devido à mudança. Ela mudou entre o ensino doméstico e a escola pública por muitos anos e terminou o ensino médio um ano antes.[carece de fontes?]
Depois que um pastor ameaçou a mãe de Wilson, a família deixou a igreja, mudando-se para o Brooklyn, Nova York, quando ela tinha 15 anos. O pastor disse à família de Haze que Deus iria matá-los, e eles viveram com medo por anos depois.[carece de fontes?]
Wilson começou a escrever como uma forma de terapia e expressou interesse em escrita criativa, poesia e jornalismo.  Seu primeiro poema foi publicado aos 13 anos após vencer um concurso escolar.  Quando criança, Wilson teve aulas de redação criativa e queria ser um compositora ou cantora gospel.[carece de fontes?]  Eventualmente, começou a fazer vídeos no YouTube e rap freestyle aos 18 anos.  Wilson começou a distribuir música na Internet através de sites como o Tumblr , onde uma base de fãs começou a se formar.[carece de fontes?]

## Carreira musical
De 2009 a 2012, Wilson lançou uma série de mixtapes para download gratuito na Internet: New Moon, Altered Ego, King e Voice. Em julho de 2012, ela lançou a mixtape gratuita Reservation com aclamação da crítica, recebendo uma pontuação de 88/100 do Metacritic.[carece de fontes?] O título de Reservation(reserva) é uma homenagem à sua herança indígena americana. Wilson foi nomeada para a votação da BBC the Sound of 2013.[carece de fontes?]
Em 2012, Wilson contou sua experiência de ser abusada sexualmente quando criança em "Cleaning Out My Closet", uma música da mixtape Classick que usa segmentos de Eminem 's canção do mesmo nome.[carece de fontes?]
Em 28 de agosto de 2013, Wilson lançou "Echelon (It's My Way)" como o single principal do álbum de estreia Dirty Gold . O álbum inteiro vazou em 18 de dezembro de 2013, antes do lançamento agendado para março de 2014.  A data de lançamento do álbum foi avançada, e apareceu através da Island Records e Republic Records em 30 de dezembro de 2013, com críticas positivas. Ele teve vendas baixas na primeira semana  de pouco mais de 500 cópias. Em 14 de setembro de 2015, Wilson lançou a mixtape Back to the Woods anunciando que o projeto era apenas "algo para compartilhar antes de um segundo ano". Em março de 2017, Wilson lançou "Resurrection".[carece de fontes?]
Wilson faz rap sobre temas como homofobia, cultura do estupro e racismo. Ela usa suas experiências pessoais para condenar uma cultura que alimenta a automutilação de jovens queer. Wilson também foi aberta sobre sua experiência com doenças mentais, como dependência química, transtorno de estresse pós-traumático(TEPT), depressão e anorexia  em sua música e em entrevistas e mídias sociais.[carece de fontes?]
Wilson vê seu objetivo como artista de alcançar pessoas que são semelhantes a ela ou que estão passando por experiências difíceis.  Ela disse: "Não se trata da Bíblia. Não se trata de ir à igreja. Não se trata de outra coisa senão que nós somos energias conectadas com uma força que é maior do que nós. É uma energia que é onisciente, cobre o todo mundo, e todo mundo aqui é criado por um motivo. O meu é fazer música e inspirar as pessoas que estão presas em lugares sombrios. "[carece de fontes?]
Em uma coluna da Vice 2014 , Wilson discutiu apropriação cultural e artistas brancos fazendo hip hop, dizendo "Parece haver essa hipocrisia porque as pessoas querem se apropriar da cultura negra, mas apenas quando é legal ou benéfico para elas ... E essa é a razão que as pessoas não querem. tenho o direito, até certo ponto, de usar a música negra em seu próprio benefício."[carece de fontes?]

## Vida pessoal
Wilson é pansexual e agênero. Ele disse: "As pessoas falando sobre mim, tipo, 'Estou feliz que haja uma mulher real de cor representando queeritude e pansexualidade, alguém que é como eu no centro das atenções.'"  Em 2015, Wilson destacou em uma entrevista com BuzzFeed que embora ela não se identifique nem como homem nem como mulher, ela prefere ser referida em inglês pelos pronomes he ou she(ele ou ela), explicando: "Eu sinto que minha ageneridade e minha identidade de gênero têm evoluído." Lendo artigos sobre si mesma, ela pontuou: "Pareço quatro pessoas quando sou chamada de 'they'(pronome tradicionalmente plural em inglês, mas frequentemente usado no singular para se se referir a pessoas não-binárias). Isso me deixa louca... Eu sou uma só pessoa. Então, se você me chama de 'ele' ou 'ela', não importa para mim. Eu não me considero de nenhum sexo. Eu me considero uma experiência. "[carece de fontes?]
Em uma entrevista para o The Guardian , Wilson afirmou que, "O amor não tem fronteiras. Se você pode me fazer sentir, se você pode me fazer rir- e isso é difícil de fazer- então posso estar com você.".  Em 2014, Haze estava em um relacionamento com a modelo Ireland Baldwin. As duas se separaram um ano depois. 
Wilson gravou um cover de "Same Love" de Macklemore,  que narrava suas próprias experiências pessoais. Ela se abriu sobre suas lutas com a família por causa da sexualidade e do crescimento LGBTQ. Em uma entrevista da Billboard em 2017, ela declarou: "Quando eu era jovem... não entendia o que estava acontecendo. Não entendia que poderia ser atraída por homens e mulheres ao mesmo tempo."[carece de fontes?]
Em 2015, Wilson começou a trabalhar em um projeto de imagem corporal intitulado "The Naked Eye", incorporando fotografias nuas e entrevistas de pessoas com dismorfia corporal. O projeto visa criar uma pauta sobre os padrões de beleza convencionais e padrão.[carece de fontes?]

Wilson é autodidata na língua Cherokee e celebra sua herança multirracial.[carece de fontes?]